# Cyrhle
Cyrhle (774 m) lub Cyrhla (771 m) – szczyt w Małych Pieninach. Znajduje się w ich głównym grzbiecie, pomiędzy szczytami Łaźne Skały oraz Rabsztyn. Przebiega nim granica polsko-słowacka. Stoki są stosunkowo łagodne i w niektórych miejscach zalesione. Jest to zwornik dla odbiegającego na północ grzbietu Jarmuty. Przez wierzchołek prowadzi szlak turystyki pieszej i rowerowej.
Nazwa cyrhla jest często spotykana w Karpatach. Jest pochodzenia wołoskiego i oznacza polanę otrzymaną przez cyrhlenie.
Dawniej od Cyrhli na grzbiecie Małych Pienin w kierunku południowo-wschodnim ciągnęły się połoniny należące do Łemków. Niektóre ich rodziny miały tutaj sezonowe domy letnie (chyżki) i stajnie, do których wraz z bydłem przenosili się w okresie letnim. W 1862 r. Kazimierz Łapczyński tak pisze: Nic piękniejszego, jak na szczytach Karpat ruśniackie polany po skończonej kosowicy, kiedy roją się pastuszkami, stadkami owiec, i pięknym góralskim bydłem, kiedy zadzwonią tysiącem dzwonków i nagle po długiej ciszy zakipią gwarem i życiem. Później, w okresie przeludnienia wsi dużą część polan zamieniono na pola orne. Po II wojnie światowej, po wysiedleniu Łemków zamieniły się na pastwiska wypasane przez gospodarzy z Podhala.
Cyrhle znajdują się w granicach Szlachtowej, w województwie małopolskim, w powiecie nowotarskim.

## Szlaki turystyczne
pieszy: Szafranówka – Wysoka
 rowerowy: Jaworki – Szczawnica (trawersuje wschodni stok w pobliżu wierzchołka)